# Move or Die
Move or Die — багатокористувацька екшн-гра, розроблена румунською інді-студією Those Awesome Guys. Гра була випущена на Microsoft Windows 21 січня 2016 року і на PlayStation 4 5 березня 2019 року.

## Ігровий процес
Move or Die - змагальна гра від двох до чотирьох гравців, в якій кожен гравець керує одним персонажем, здоров'я якого швидко падає, якщо він перестає рухатися, і відновлюється, якщо він починає рухатись. У кожному раунді додаються різні правила або модифікатори, які додають складність або легкість у гру. Проблема виникає через те, що гравці повинні продовжувати рухатися, щоб виграти, уникаючи при цьому таких небезпек, як смертельні плитки або падаючі блоки. Гравці також можуть намагатися штовхати один одного.

## Критика

### Steam
У Steam гра оцінюється на 9 з 10. Усього більше 10.000 відгуків. Більшість з них позитивні.

### Hardcore Gamer
Hardcore Gamer оцінює гру на 4.5 з 5.

### COGconnected
На COGconnected гру оцінили на 71 з 100.

### Metacritic
На сайті Metacritic люди оцінили гру на 7.5 з 10.